# Khoznavar
Khoznavar es una localidad del raión de Goris, en la provincia de Syunik, Armenia, con una población censada en octubre de 2011 de 396 habitantes. 
Se encuentra ubicada en el centro-este de la provincia, a poca distancia del río Vorotán —afluente del río Aras, el cual, a su vez, lo es del Kurá— y de la frontera con Azerbaiyán.